# Конвенція про незастосування строків давності до воєнних злочинів і злочинів проти людства
Конве́нція про незастосува́ння стро́ків да́вності до воє́нних зло́чинів і зло́чинів про́ти лю́дства — юридично обов'язкова для держав-учасниць міжнародна угода, яка забороняє застосовувати національне законодавство з метою звільнення від кримінальної відповідальності та відбування покарання у зв'язку із закінченням строків давності за воєнні злочини та злочини проти людства у визначені Статутом Нюрнберзького міжнародного військового трибуналу від 8 серпня 1945 року.